# Georg Krenn
Georg Krenn (* 4. Oktober 1990 in Güssing) ist ein ehemaliger österreichischer Fußballspieler auf der Position eines Mittelfeldspielers. Er wurde sowohl im zentralen Mittelfeld, als auch auf den Flügeln eingesetzt.
Im Vereinigten Königreich trat er meist unter der englischen Variante seines Vornamens als George Krenn auf.

## Karriere

### Jugend
Krenn begann seine aktive Karriere als Fußballspieler im Jahre 1998 beim SV Neuberg im burgenländischen Neuberg im Bezirk Güssing. Dort durchlief er fast alle Jugendspielklassen und kam 2004 ins Bundesnachwuchszentrum (BNZ) Burgenland. Nach einem knappen Jahr kehrte er wieder nach Neuberg zurück und wurde einen Monat später in den Nachwuchsbereich des Kooperationsvereines FC Admira Wacker Mödling geschickt, wo er ab 2005 zudem deren Fußballakademie besuchte.
Nachdem Krenn bis zum Jahr 2007 meist jedes Jahr für einen Monat bei seinem Stammverein gemeldet wurde, aber danach gleich wieder in den Jugendmannschaften der Admira spielte, folgte Anfang August 2007 der Wechsel ins englische Liverpool zum dort spielenden FC Everton. Zuvor erhielt er durch seinen Manager die Chance ein Probetraining und ein Testspiel für den englischen Traditionsverein zu absolvieren. Nach der Zusage des Vereines unterschrieb der damals 16-Jährige einen Drei-Jahres-Vertrag.
Bei den Toffees, so der Spitzname des Klubs, kam er vorwiegend in der U-18- und in der U-19-Mannschaft zum Einsatz. Im Herbst 2008 noch in der Stammformation des U-18-Teams wurde er bis zum Frühjahr 2009 immer wieder durch Verletzungen zurückgeworfen. Schon in seiner ersten Saison bei Everton hatte er unter einer Knöchelverletzung zu leiden.
In einem Interview Anfang April 2009 meinte er noch im folgenden Sommer den FC Everton verlassen zu wollen, da er nicht daran glaubte, in dessen Profikader aufzurücken. Damals hatte er die Absicht innerhalb Englands oder in die Niederlande wechseln zu wollen. Einen Wechsel nach Österreich schloss er aus.
Nachdem er im Juli 2009 ein Probetraining beim niederländischen Willem II Tilburg absolvierte und dort durch gute Leistungen auffiel, sollte er noch im selben Monat verpflichtet werden. Zu einem Vertragsabschluss kam es zwischen dem jungen Mittelfeldakteur und dem Verein aus der Eredivisie allerdings nie.

### Vereinskarriere
Im August 2009 kehrte Georg Krenn nach Österreich zurück, wo Vertragsverhandlungen mit dem Bundesligisten Kapfenberger SV aufgenommen wurden. Am 21. August 2009 unterschrieb er schließlich einen Zwei-Jahres-Vertrag bei den Obersteirern.
Bereits zwei Tage später, am 23. August 2009, gab Krenn bei der 0:1-Heimniederlage gegen die SV Mattersburg sein Profidebüt, als er in der 72. Spielminute für Arno Kozelsky eingewechselt wurde.

### International
Nachdem er bereits für die U-16-Nationalmannschaft Österreichs zum Einsatz gekommen war, absolvierte Krenn ein einziges Länderspiel für die österreichische U-17-Auswahl. Etwa zur selben Zeit folgte für den jungen Mittelfeldakteur die Einberufung ins österreichische U-18-Nationalteam. Des Weiteren stand er von Oktober 2008 bis Sommer 2009 im Kader der österreichischen U-19-Nationalmannschaft und kam zu vier Kurzeinsätzen. Anfang Oktober 2008 wurde Krenn unter dem damaligen U-19-Trainer Peter Persidis in den 18-Mann-Kader für die Qualifikation zur U-19-EM 2009 in der Ukraine einberufen. Bei der zweiten Begegnung der Qualifikation gegen die isländische U-19-Auswahl kam Krenn ab der 89. Spielminute für Christopher Drazan zum Einsatz. Auch beim darauf folgenden Spiel gegen Schwedens U-19 am 16. Oktober wurde der Mittelfeldspieler in der 46. Minute abermals für Drazan eingewechselt.